# Adnan Adous
Adnan Suleiman Adous (Amman, 26 settembre 1987) è un calciatore giordano, centrocampista Al-Baqa'a e della Nazionale giordana.

## Carriera

### Club
Ha sempre giocato nel campionato giordano.

### Nazionale
Ha esordito in Nazionale nel 2008.